# Premi SGAE de Teatre
El Premi SGAE de Teatre és un guardó d'escriptura teatral atorgat anualment per l'SGAE i instituït a partir de l'any 1991.

## Guanyadors
- 1995 Gerard Vázquez amb l'obra Cansalada cancel·lada.
- 2003 Julio Escalada amb l'obra Invierno.
- 2006 Àlex Mañas amb l'obra En cualquier otra parte.
- 2007 Antonio Jesús Morcillo amb l'obra En experimento con ratas.
- 2008 Gracia María Morales amb l'obra NN 12.
- 2009 José Manuel Mora
- 2010 Irma Correa
- 2011 Carlos Contreras
- 2012 Fernando Epelde
- 2013 Antonio Morcillo
- 2014 Fernando Epelde[1]